# Takara Tomy
Takara Tomy Co., Ltd. (株式会社タカラトミー, Kabushiki-gaisha Takara Tomī, TYO: 7867) é uma empresa japonesa fabricante de brinquedos, Merchandising infantil e entretenimento, fundada em 1 de março de 2006. Foi criada a partir da fusão de duas companhias; Takara Co. Ltd. fundada em 17 de setembro de 1955 com o nome de Satoh Vinyl Industries Ltd., passando a chamar-se Takara a partir de novembro de 1966 e Tomy Co. Ltd, fundada em 2 de fevereiro de 1924 com o nome de Tomiyama Toys Seisakusho, passando a chamar-se Tomy a partir de Janeiro de 1953.
A fusão entre as duas empresas foi anunciada publicamente um ano antes da oficialização, em 13 de maio de 2005. A notícia gerou uma certa confusão e controvérsia internamente e principalmente na indústria de brinquedos, que considerava a fusão como uma aquisição da Takara Co. Ltd. por Tomy Co. Ltd., após ter enfrentado uma série de fracassos comerciais entre os anos 2000 e 2005. Segundo comunicado das companhias a fusão não seria uma aquisição, mas um movimento de negócios estratégicos, no intuito de fortalecer ambas empresas.
As empresas também decidiram unilateralmente, adotar dois nomes diferentes para representar a nova empresa. A decisão foi um tanto incomum com relação a jurisdição comercial adotada no japão. Embora a jurisdição comercial japonesa permita a tradução de nomes de empresas japonesas para nomes oficiais em idioma inglês, a empresa recebeu o nome Takara-Tomy oficialmente em japonês e ao mesmo tempo Tomy Co. Ltd. em idioma inglês.
A decisão de usar o nome Tomy em Inglês e da Takara-Tomy em japonês, foi feita por motivos  históricos, mas sobre tudo econômicos. Antes da fusão, Tomy co. Ltd. teve sua marca reconhecida internacionalmente através de produtos dedicados as mães em fase de amamentação e crianças em idade pré-escolar, enquanto a Takara Co. Ltd. foi reconhecida por sua grande linha de brinquedos.
Muitos dos produtos, principalmente os pertencentes a Takara Co. Ltd. foram remarcados por outras empresas vendedoras ou distribuidoras (como Hasbro),  Assim, a empresa (Takara-Tomy) achou mais adequado manter as marcas distintas nas linhas de brinquedos que originaram-se antes da fusão em cada empresa. Pois, a remarcação de produtos ou renomeação das empresas em países onde Tomy co. fazia negócios, seria um processo extremamente caro.
Após a fusão de Takara e Tomy no japão, suas subsidiárias internacionais também seguiram o processo de fusão, mas com a orientação de manter inalteradas suas marcas de produtos produzidos antes da oficialização da fusão em 2006. Também, de passar todas as subsidiárias de Takara Co. para o nome de Tomy Co. Ltd. Assim, seus escritórios foram reorganizados e oficialmente estabelecidas em;
- Hong Kong, Tomy Ltd. fundada em 1970
- Estados Unidos, Tomy USA Ltd. fundada em 1998
- Reino Unido, Tomy UK Ltd.. fundada em 1982
- França, Tomy France S.A.R.L. fundada em 1985
- Tailândia, Tomy thailand Ltd. fundada em 1987
- China, Tomy Shenzhen Ltd. fundada em 1992 e Tomy Shanghai Ltd. fundada em 2004.

## Produtos

### Antes da Fusão

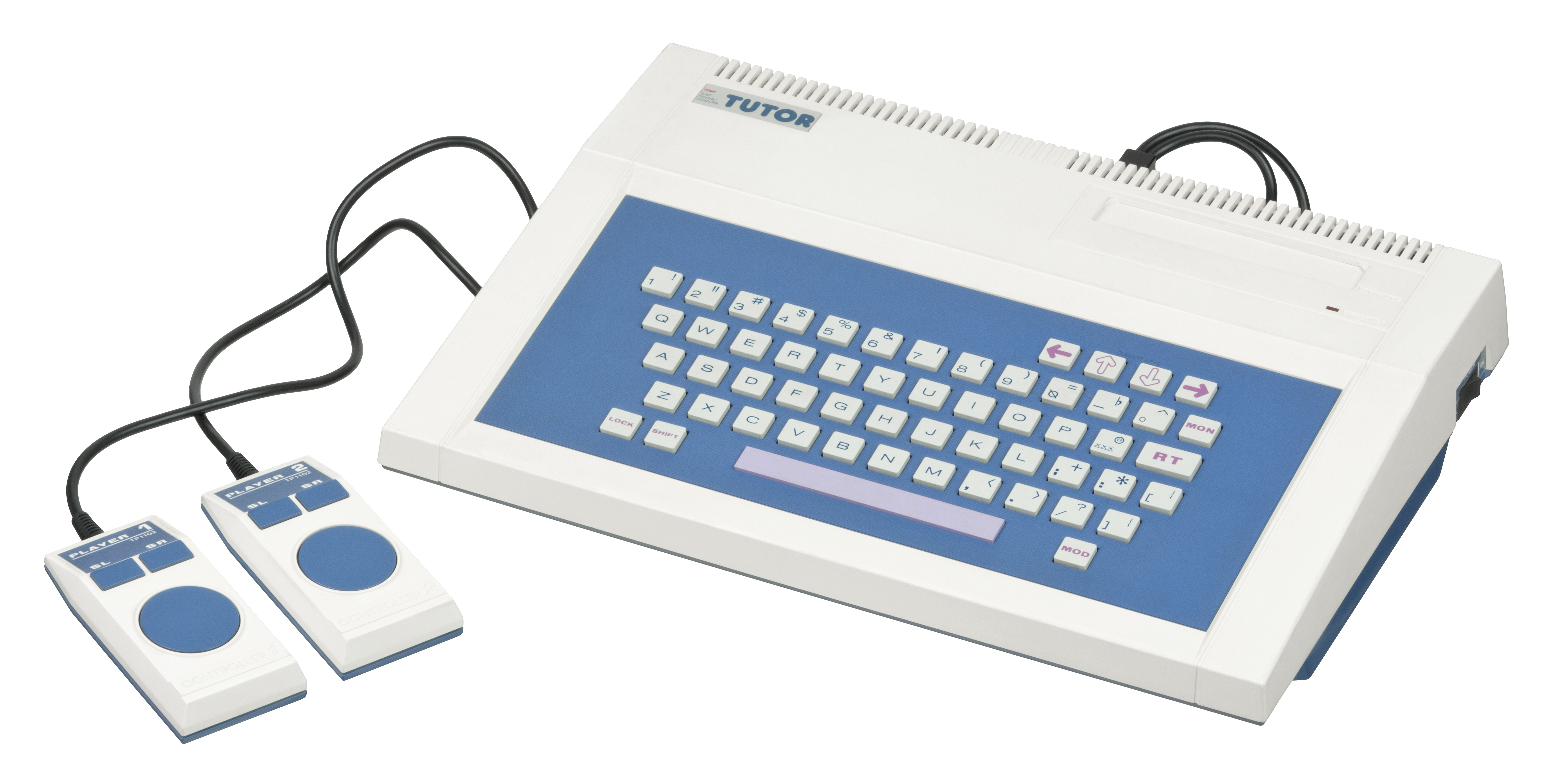
Computador Tomy Tutor de 1982.

Takara sempre foi conhecida por sua grande linha de brinquedos. Muitos dos brinquedos produzidos tornaram-se grandes sucessos, como; Diaclone, Microman (Micronauts), Battle Beasts (BeastFormers), Choro-Q (Penny Racers), B-Daman, E-kara (microfone de karaokê), Licca-chan e Koeda-chan (Treena).
As linhas de brinquedos Diaclone e Microman deram origem a série Transformers. Em 1984, a empresa norte americana Hasbro Inc. principal distribuidora e vendedora dos produtos da Takara co. Ltd. no ocidente, obteve os direitos de uso das linhas de brinquedos Diaclone e microman. Hasbro renomeou os brinquedos e deu-lhes o nome de "Transformers", também fez pequenas alterações físicas e criou uma nova história para os brinquedos.
O grande sucesso de transformers no ocidente, principalmente nos Estados Unidos, levou Takara co. Ltd. em 1985 a parar a produção de Diaclone e Microman. Em substituição, iniciou-se a produção e comercialização da nova linha de brinquedos Transformers no Japão.
Curiosamente, Takara co. Ltd obteve os direitos de uso da linha de brinquedos "GI. Joe" pertencentes a Hasbro Inc. em 1970. Takara produzia e comercializava os brinquedos no Japão com o nome de "Combat joe".
Tomy é uma das mais antigas empresas fabricante de brinquedos do mundo. No início dos negócios, ainda como Tomiyama, fabricava brinquedos com material rústico como madeira e metal. A empresa é obrigada a parar a produção de brinquedos em meados da década de 1940, devido a participação do Japão na segunda guerra mundial. Em 1953 a empresa muda seu nome para Tomy company e retoma a produção de brinquedos, mas utilizando um novo tipo de material, o Plástico.
A mudança de material permitiu que os brinquedos ganhassem formas mais complexas e também se tornassem mais flexíveis. Isso também permitiu a Tomy, ser uma pioneira na produção de brinquedos com material plástico. Logo, seu primeiro sucesso veio em 1957 com Bubble Blowing Elephant, um elefante com corpo plástico sob uma base de metal funcionando com pilhas e era capaz de fazer bolhas de sabão. Seu sucesso foi tão grande, que o brinquedo vendeu cerca de 600.000 cópias.
Tomy foi ampliando e inovando sua linha de brinquedos como; Tomica, Plarail, Zoids, Idaten Jump, Nohohon Zoku (Sunshine Buddies), Thomas and friends, Pocket Moster (Pokémon) e muitos outros. Em 1999 com a parceria da Hasbro Inc., que resultou mais tarde em "Tomy Hasbro", obteve direitos de uso das marcas e personagens Disney. Assim, Tomy assumiu o desenvolvimento e a produção de novos brinquedos e produtos.
Curiosamente, Tomy também é detentora de um recorde mundial, registrado em Guinness World Records em maio de 2002 na feira de brinquedos de Tóquio (Conhecida como Tokyo Toy Fair ou Tokyo Toy Show), com o menor brinquedo eletrônico do mundo, o MicroPet. Bastante pequeno, com cerca de 3,5mm no formato de um cão, emitia sons e luzes, além de vários movimentos que eram acionados através de voz humana.

### A Fusão
Takara-Tomy fabrica uma ampla linha de produtos como; brinquedos (Microman, Transformers, Battle Beasts, Beyblade, B-Daman, Zoids) etc, Jogos eletrônicos (para Nintendo DS, PlayStation Portable, Wii, Xbox360) etc, produtos para bebês (Freestyle Carriers, baby monitor, Nursery Accessories) etc e crianças em idade pré-escolar.
A empresa também da início a partir de 7 de agosto de 2008 a busca por potenciais aquisições na Ásia, Estados Unidos e Europa. Após muita confusão interna, a empresa se estabiliza e inicia seu plano de crescimento e investimentos, quando em dezembro de 2008, Takara-Tomy funde-se com mais três empresas japonesas; a Yujin (fabricante de brinquedos e doces), a Heartland (especializada em bichos de pelúcia) e a Subaru (fabricante de brinquedos, miniaturas e doces).
A empresa também adquire a partir da fusão com Yujin no japão uma antiga subsidiária da Tomy Europe (Tomy UK Ltd.) em Janeiro de 2009, a Tomy Yujin Europe Ltd. (TYE). A aquisição leva Takara-Tomy a  renomear a empresa, que passou a chamar-se Gacha International e cujo objetivo é a expansão da sua linha de produtos na américa.